# He & She
He & She is een Amerikaanse komedieserie die door CBS op de Amerikaanse televisie werd uitgezonden in 1967. De KRO zond de serie in Nederland uit onder de titel “Hij en Zij”. De serie telt 1 seizoen van 26 afleveringen.

## Verhaal
Dick en Paula Hollister vormen een alledaags getrouwd stelletje. Ze bewonen een appartement tegenover een brandweercentrale en hebben allebei een baan. Paula is sociaal werkster en Dick is een striptekenaar, lokaal beroemd als de schepper van “Jetman”, een superheld. Dick werkt thuis aan zijn stripverhaal en krijgt regelmatig bezoek van brandweerman Harry Zarakartos. Op zich niet bijzonders, ware het niet dat Harry altijd de ruimte tussen de brandweercentrale en het appartement van de Hollisters, hoog boven de straat , overbrugt via een houten plank. Ook is er de klusjesman Andrew Hummel die soms meer schade veroorzaakt dan hij oplost. Dick en Paula hebben zo hun perikelen. Bijvoorbeeld als Paula wordt geïnterviewd op de radio en terloops meldt dat haar man thuis aan het pokeren is met wat vrienden. Voor ze realiseert wat ze heeft gezegd kan ze Dick bij het politiebureau ophalen, waar hij vastzit vanwege illegaal gokken. Dick komt in de moeilijkheden als hij onbewust een belastingambtenaar verwerkt in een van zijn strips als de nieuwe superschurk. Maar het meeste hebben de Hollisters te stellen met de komst van een nieuw fenomeen, een tv bewerking van “Jetman”. Een televisiestation brengt de tv serie “Jetman” op de buis en Dick ligt voortdurend overhoop met de egocentrische ster van de serie, Oscar North. North wil voortdurend het personage van Jetman aanpassen en gebruikt daarvoor de wildste ideeën.

## Productie
Acteur/regisseur Richard Benjamin die de rol van Dick Hollister speelt was in het echt ook getrouwd met actrice Paula Prentiss (Paula Hollister). Het koppel huwde in 1961 en is nog altijd bij elkaar. Zowel Benjamin als Prentiss zijn acteurs die hun sporen hebben verdiend in het komediegenre. Het was dan ook een goede vondst van producer Leon Stern (onder andere verantwoordelijk voor de komedieserie Get Smart om Benjamin en Prentiss te casten als de Hollisters. Ook de schrijvers van de serie, Chris Hayward en Allan Burns hadden alle ervaring opgedaan in de komedie, ze waren onder andere verantwoordelijk voor The Munsters. De serie He & She wordt gekenmerkt door een fijnzinnige humor die in 1967 zijn tijd ver vooruit was. Shows als de Mary Tyler Moore Show bijvoorbeeld zijn schatplichtig aan “He and She”. Hayward en Burns kregen erkenning voor hun talent bij de uitreiking van de Emmy’s in 1968 waar ze een Emmy kregen voor “He and She”. Het publiek was echter minder ingenomen met de serie, de kijkcijfers daalden en CBS schrapte “He & She” al na een seizoen.

## Rolverdeling
- Richard Benjamin – Dick Hollister
- Paula Prentiss – Paula Hollister
- Jack Cassidy – Oscar North
- Hamilton Camp – Andrew Hummel
- Kenneth Mars – Harry Zarakartos

## Afleveringen
| Aflevering # | Titel                                                           |
| ------------ | --------------------------------------------------------------- |
| 1-1          | "The Old Man and the She" (pilot)                               |
| 1-2          | "The Second Time Around"                                        |
| 1-3          | "How To Fail In Business"                                       |
| 1-4          | "The Phantom Of 84th Street"                                    |
| 1-5          | "One of Our Firemen Is Missing"                                 |
| 1-6          | "Before You Bury Me, Can I Say Something?"                      |
| 1-7          | "Dick's Van Dyke"                                               |
| 1-8          | "The Background Man"                                            |
| 1-9          | "Vote Yes or No"                                                |
| 1-10         | "He & She vs. Him"                                              |
| 1-11         | "The Coming Out Party"                                          |
| 1-12         | "Deep In the Heart of Taxes"                                    |
| 1-13         | "Don't Call Us"                                                 |
| 1-14         | "North Goes West"                                               |
| 1-15         | "The Easy Way Out"                                              |
| 1-16         | "Poster Boy"                                                    |
| 1-17         | "45 Midgets From Broadway"                                      |
| 1-18         | "A Rock By Any Other Name"                                      |
| 1-19         | "Goodman, Spare That Tree"                                      |
| 1-20         | "The White Collar Worker"                                       |
| 1-21         | "Along Came Kim"                                                |
| 1-22         | "What Do You Get For the Man Who Has Nothing?"                  |
| 1-23         | "Dog's Best Friend"                                             |
| 1-24         | "It's Not Whether You Win Or Lose, It's How You Watch the Game" |
| 1-25         | "Knock Knock, Who's There? Fernando, Fernando Who?"             |
| 1-26         | "What's In the Kitty?"                                          |